# Visuele antropologie
Visuele antropologie is een deelgebied van de sociale antropologie. Het betreft deels de studie en productie van etnografische fotografie, film en, sinds het midden van de jaren 1990, nieuwe media.
De term wordt soms door elkaar gebruikt met etnografische film, maar visuele antropologie omvat ook de antropologische studie van visuele representatie, met inbegrip van gebieden zoals performance, kunst, en de productie en receptie van massamedia.
Visuele representaties van alle culturen, zoals tatoeages, beelden en reliëfs, grotschilderingen, schelpenwerk, sieraden, hiërogliefen, schilderijen en foto's zijn opgenomen in het studiegebied van de visuele antropologie. Visuele antropologie omvat menselijke visie, zijn fysiologie, de eigenschappen van verschillende media, de relatie van de vorm aan de functie en de evolutie van de visuele representaties binnen een cultuur. Aangezien antropologie een holistische wetenschap is, is de manier waarop visuele representatie worden verbonden met de rest van de cultuur en de samenleving een centraal thema.